# Тарнава-Дужа
Тарнава-Дужа (пол. Tarnawa Duża) — село в Польщі, у гміні Туробин Білґорайського повіту Люблінського воєводства.
Населення — 307 осіб (2011).
У 1975-1998 роках село належало до Замойського воєводства.

## Демографія
Демографічна структура станом на 31 березня 2011 року:
|          | Загалом | Допрацездатний вік | Працездатний вік | Постпрацездатний вік |
| -------- | ------- | ------------------ | ---------------- | -------------------- |
| Чоловіки | 147     | 26                 | 101              | 20                   |
| Жінки    | 160     | 28                 | 74               | 58                   |
| Разом    | 307     | 54                 | 175              | 78                   |